# Tremor (Mortal Kombat)
Tremor es un personaje ficticio de la serie de los juegos de lucha Mortal Kombat. Tremor es un ninja de color café, el cual hizo su primera aparición en el juego Mortal Kombat: Special Forces, donde era un secuaz de Kano. Él tiene la capacidad de controlar los elementos de la tierra.
Era un ninja del clan Lin Kuei, pero fue desterrado por su comportamiento, así que se unió al Black Dragon junto a otro grupo de ninjas renegados. Vuelve a aparecer en Mortal Kombat 9, en la torre de los retos para PlayStation Vita. En Mortal Kombat X hace su primera aparición como personaje con jugabilidad. Originalmente Tremor iba a estar en Mortal Kombat Trilogy, pero por razones desconocidas fue sustituido por Rain, que ya había aparecido en las versiones caseras de Ultimate Mortal Kombat 3.

## Apariciones

### Mortal Kombat: Special Forces

#### Jefe Secundario
Es el jefe del cuarto nivel, posee una arsenal muy limitado, es un oponente de dificultad mayor, su experiencia como ninja lo hacen el predilecto para cuidar el portal de Outworld.

#### Movimientos Especiales
- Temblor de Radio Corto: Compacta su cuerpo y retrocediendo lanza un puño, con ello produce una onda de energía que desestabiliza al oponente.
- Expulsión de Fuego: Moviendo su rostro hacía arriba y lanza una llamarada que dura un corto momento, estas llamas hacen retorcer de dolor al oponente.

#### Desenlace
Entre las escenas que aparece:
- El escape de la Prisión de las Fuerzas Especiales.
- En el momento de su captura por Jax y como deja libre el Portal.

### Mortal Kombat 9
Aparece brevemente en este juego, en la torre de los retos para PlayStation Vita, en el reto #55, donde eres Kano y debes derrotar a Tremor, #100,donde ahora eres Tremor Y debes derrotar a Jax y en el #148, donde sigues siendo Tremor y debes derrotar a Scorpion, Ermac y Sub Zero, que tienen el traje retro de MK1, Tremor tiene el traje retro de UMK3,su icono es el de Noob Saibot, su pose de combate es la de Smoke, sus gruñidos son los de Scorpion y tiene los Movimientos de Jax. Este juego marca su debut en un juego de pelea de Mortal Kombat (aunque haya aparecido en los mugens), porque el Mortal Kombat: Special Forces,es de aventura, marca su debut aunque de forma Limitada.

#### Movimientos especiales
- Libra Tierra: Tremor golpea el suelo, sacudiendo la arena.
- Misil de Arena: Tremor lanza un proyectil de arena esférico a su oponente.
- Interruptor de vuelta: Tremor agarra a su oponente en el aire, lo golpea y lo tira al suelo.
- Bola de Fuego: Tremor lanza una bola de fuego de color verde a su oponente.

### Mortal Kombat X
Tremor aparece como personaje con jugabilidad por primera vez en Mortal Kombat X. Ed Boon, creador de Mortal Kombat, declaró públicamente que Tremor fue incluido en Mortal Kombat X por petición de los fanáticos.

### Mortal Kombat 1
Tremor aparece como personaje jugable en el sistema de Kameo con su tres variaciones vistas en Mortal Kombat X como parte del Kombat Pack 1, Fué añadido al juego el 20 de noviembre de 2023, dos semanas después de la inclusión de Omni-Man en el juego.